# Katarinin trg
Katarinin trg smješten je na zagrebačkom Gradecu i njime dominira barokna crkva sv. Katarine.
Pokraj crkve isusovci su 1607. osnovali gimnaziju, prvu u Zagrebu (na Trgu je bila do travnja 1918.), i samostan, građen tijekom 17. i 18. stoljeća. Danas su u zgradi samostana smješteni Klovićevi dvori. Uz njih je smješten i plato Gradec, s pogledom na Kaptol. Na Trgu se nalaze Palača Dverce i Muzej Marton (od 2011.).
U prostoru Kraljevske akademije bili su smješteni Hrvatski glazbeni zavod (danas u Donjem Gradu), II. gimnazija i Kraljevska sveučilišna knjižnica (do 1773.), a danas je to zgrada Gornjogradske gimnazija.